# Perwomajskyj (Siedlung städtischen Typs)
Perwomajskyj (ukrainisch Первомайський; russisch Первомайский Perwomaiski) ist eine Siedlung städtischen Typs im Osten der Ukraine in der Oblast Donezk mit etwa 1200 Einwohnern.

## Geographie
Die Siedlung städtischen Typs liegt im Donezbecken, etwa 65 Kilometer östlich vom Oblastzentrum Donezk und 6 Kilometer südlich vom Stadtzentrum von Snischne, zu dessen Stadtkreis sie zählt, entfernt.
Der Ort bildet innerhalb der Stadt Snischne eine eigene Siedlungsratsgemeinde zu der auch die Siedlungen städtischen Typs Perwomajske und Pobjeda sowie die Ansiedlung Tscherwonyj Schowten (Червоний Жовтень) zählen, durch den Ort fließt der Fluss Balka Kuzenka (Балка Куценька), ein Zufluss des Wilchowtschyk (Вільховчик) in südöstliche Richtung.

## Geschichte
Perwomajskyj entstand 1910, erhielt 1938 den Status einer Siedlung städtischen Typs und ist seit Sommer 2014 im Verlauf des Ukrainekrieges durch Separatisten der Volksrepublik Donezk besetzt.